# Vanna White
Vanna White, nata Vanna Marie Rosich (Conway, 18 febbraio 1957), è un'attrice e personaggio televisivo statunitense.
È conosciuta principalmente per aver preso parte al gioco televisivo Wheel of Fortune dal 1981 al 1991.

## Biografia
Nata in Carolina del Sud, è di origine portoricane da parte del padre. Nel 1980 appare nel game-show televisivo The Price Is Right (OK Il prezzo è giusto). 
Dopo l'addio di Susan Stafford (1982), entra nel cast di Wheel of Fortune (La ruota della fortuna), in cui rimane circa dieci anni.
Dal 1990 al 2002 è stata sposata con il ristoratore George Santo Pietro.
È inserita nella Hollywood Walk of Fame, sezione "televisione".